# Хью, Тимоти
Тимоти Хью (англ. Timothy Hugh; род. 1965) — британский виолончелист.
Родился в семье доктора и учительницы музыки. Перед тем как стать виолончелистом изучал медицину и физическую антропологию в Кембриджском университете. Учился в школе музыки Йельского университета, а также у Уильяма Плита и Жаклин Дюпре. В 1990 году разделил третью премию на Международном конкурсе имени П. И. Чайковского в Москве.
Записал сюиты для виолончели соло Бенджамина Бриттена (1996) и Иоганна Себастьяна Баха, концерты Леопольда Гофмана, Уильяма Уолтона и Джеральда Финци с оркестром «Северная симфония», концерты Луиджи Боккерини с Шотландским камерным оркестром, концерты Карла Филиппа Эммануэля Баха с Борнмутским симфоническим оркестром, сонаты Бетховена и Эдварда Грига с пианистом Йонти Соломоном. Выступал также в 1990—1994 гг. в составе фортепианного трио Соломона, осуществлённая ими запись трио Чайковского и Аренского вызвала одобрение специалистов. По поводу выполненной Хью и Шотландским симфоническим оркестром BBC записи Симфонии для виолончели с оркестром Бриттена критик газеты «Sunday Telegraph» отмечает: «Это блестящее исполнение приоткрывает многие тайны произведения, обнажая шедевр».
Помимо сольной и ансамблевой карьеры, Хью на протяжении ряда лет был концертмейстером группы виолончелей в Симфоническом оркестре BBC и Лондонском симфоническом оркестре. В этом качестве он попал в поле зрения общественности, помимо всего прочего, в ходе скандального лондонского концерта 30 ноября 1988 года: Симфонический оркестр BBC исполнял авангардное сочинение немецкого композитора Хельмута Фламмера, предусматривавшее нетрадиционные способы звукоизвлечения, небезопасные для их дорогих инструментов, и в финале Хью в знак протеста бросил на пол взятую на замену дешёвую виолончель и растоптал её ногами, приведя в недоумение слушателей, вынужденных гадать, входило ли это в замыслы композитора.